# Ӳ
La U con doble tilde (Ӳ ӳ; cursiva: Ӳ ӳ) es una letra del alfabeto cirílico, derivada de la letra u (У у У у).
Se utiliza en el alfabeto del idioma chuvasio, donde representa la vocal cerrada anterior redondeada /y/, la pronunciación de la letra U con diéresis latina (Ü ü) en alemán. Se coloca entre ⟨У⟩ y ⟨Ф⟩ en el alfabeto chuvasco. Generalmente se romaniza como ⟨Ü⟩ pero su transliteración ISO 9 es ⟨Ű⟩.

## Códigos de computación
| Carácter      | Ӳ                                          | Ӳ                                          | ӳ                                          | ӳ                                          |
| ------------- | ------------------------------------------ | ------------------------------------------ | ------------------------------------------ | ------------------------------------------ |
| Unicode       | LETRA MAYÚSCULA CIRÍLICA U CON DOBLE TILDE | LETRA MAYÚSCULA CIRÍLICA U CON DOBLE TILDE | LETRA MINÚSCULA CIRÍLICA U CON DOBLE TILDE | LETRA MINÚSCULA CIRÍLICA U CON DOBLE TILDE |
| Codificación  | decimal                                    | hex                                        | decimal                                    | hex                                        |
| Unicode       | 1266                                       | U+04F2                                     | 1267                                       | U+04F3                                     |
| UTF-8         | 211 178                                    | D3 B2                                      | 211 179                                    | D3 B3                                      |
| Ref. numérica | &#1266;                                    | &#x4F2;                                    | &#1267;                                    | &#x4F3;                                    |